# Michael Leitch
Michael Leitch (マイケル・リーチ; Christchurch, 7 de octubre de 1988) es un jugador de rugby japonés nacido en Nueva Zelanda de origen fiyiano que juega para el Toshiba Brave Lupus de la Japan Rugby League One, así como para la selección de rugby de Japón.

## Primeros años
Leitch nació en Nueva Zelanda de padres fiyianos pero se trasladó a Japón a la edad de 15 años para estudiar. En 2008 capitaneó a la selección japonesa sub-20 en el Campeonato Mundial de Rugby Juvenil.

## Carrera

### Clubes
Después de la Copa del Mundo de 2011 se unió a los Toshiba Brave Lupus en la Top League y en su primera temporada fue escogido en el equipo de la liga de esa temporada y recibió el premio de "revelación de la temporada" en los premios del final de temporada. A esto le siguió el ser elegido de nuevo en el equipo ideal de la Top League en la temporada 2012-13, después de lo cual regresó a Nueva Zelanda y fue elegido en el equipo de entrenamiento de los Chiefs, pero no consiguió jugar después de sufrir un brazo roto.  
Tuvo una segunda oportunidad con los Chiefs, sin embargo, firmando un contrato con el equipo con sede en Hamilton para la temporada de Super Rugby 2015.

### Internacional
Hizo su debut internacional en el año 2008 contra los Estados Unidos en Nagoya a los veinte años de edad y rápidamente se estableció como miembro regular del equipo nacional. Jugó la Copa Mundial de Rugby de 2011 y fue considerado uno de los mejores delanteros de Japón, distinguiéndose como "hombre del partido" en la derrota frente a Tonga donde hizo un placaje que evitó un ensayo sobre Siale Piutau y consiguió un ensayo.
En su primer match tras superar la lesión del brazo en 2013, jugando con Japón contra Fiyi en junio, se rompió una pierna.
Es el actual capitán de la selección de rugby de Japón y lideró al equipo a lo que ha sido considerado "la mayor sorpresa en la historia de la Copa Mundial de Rugby" como parte del equipo que derrotó al bicampeón Sudáfrica en 2015. Marcó el primer ensayo japonés del partido.